# 里约热内卢主教座堂
22°54′37.11″S 43°10′51.10″W / 22.9103083°S 43.1808611°W

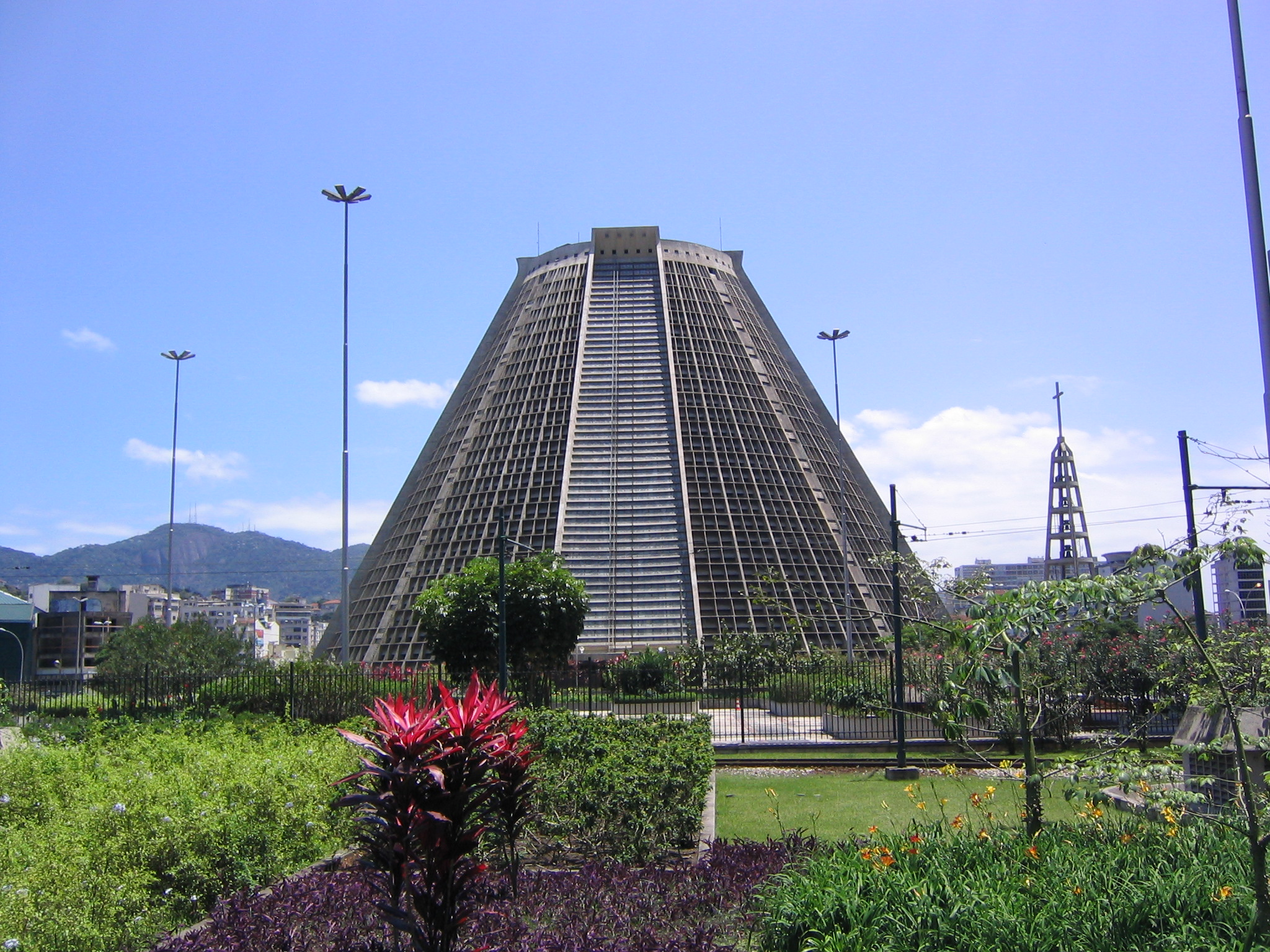
外观

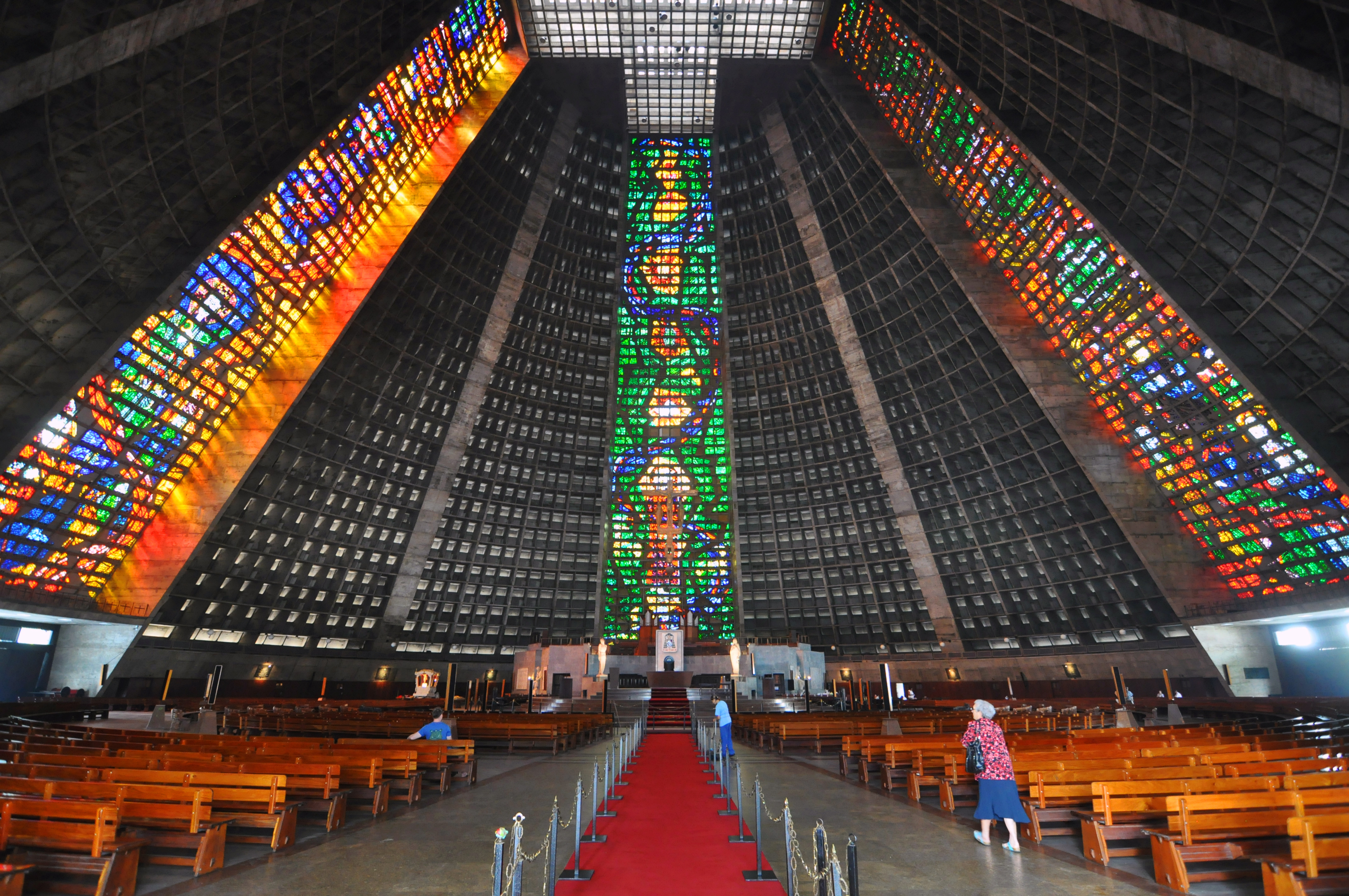
内部

里约热内卢圣巴斯弟盎主教座堂（葡萄牙語：Catedral de São Sebastião do Rio de Janeiro）是天主教里约热内卢总教区的主教座堂，位于巴西里约热内卢市中心，供奉该市的主保圣人圣巴斯弟盎。
该堂为现代式样，由 Edgar Fonceca设计，建于1964-1979年，以取代建于18世纪的旧主教座堂。
该堂直径106米，高75米，可容纳20,000人。

内部全景